# کارولینه ایخورن
کارولینه ایخورن (آلمانی: Karoline Eichhorn؛ زادهٔ ۹ نوامبر ۱۹۶۵) هنرپیشه اهل آلمان است.
از فیلم‌ها یا برنامه‌های تلویزیونی که وی در آن نقش داشته‌است می‌توان به سکوت، تاریک اشاره کرد.